# Angulomastax meiospina
Angulomastax meiospina is een rechtvleugelig insect uit de familie Eumastacidae. De wetenschappelijke naam van deze soort is voor het eerst geldig gepubliceerd in 1985 door Zheng.